# NDCC Garcia D'Avila (G-29)
O NDCC Garcia D'Avila  foi um navio de desembarque de carros de combate (NDCC) da Marinha do Brasil. Foi incorporado à Frota Real Auxiliar com o nome de RFA Sir Galahad (L3005) em 25 de novembro de 1987 e desincorporado em 31 de agosto de 2006.
Foi adquirido pela Marinha do Brasil e recebido em 4 de dezembro de 2007, em Portsmouth, Reino Unido. A incorporação à Armada ocorreu no dia 29 de maio de 2008, em cerimônia realizada no Complexo Naval de Mocanguê, na cidade de Niterói, Rio de Janeiro.

## Origem do nome
Ele foi o terceiro navio da Marinha do Brasil a ostentar esse nome em homenagem ao Capitão de Fragata Garcia D’Avila Pires de Carvalho e Albuquerque. O capitão de fragata Garcia D'Ávila Pires de Carvalho e Albuquerque que dá nome ao navio, foi o comandante do cruzador Bahia, que faleceu heroicamente no naufrágio do navio, em 4 de julho de 1945.

## Serviço
Foi construído pelo estaleiro Swan Hunter Shipbuilders, em Wellsend-on-Tyne, no Reino Unido, para substituir outra unidade de mesmo nome que foi perdida na Guerra das Falklands, em 1982.
A sua construção foi ordenada em 6 de setembro de 1984, o batimento da quilha realizada em 12 de julho de 1985 e lançada ao mar em 13 de dezembro de 1986, sendo incorporada ao Royal Fleet Auxiliary (RFA) em 07 de dezembro de 1987. Pela Frota Real Auxiliar, o navio providenciou logística em diversas áreas de atuação de militares britânicos, incluindo na Guerra do Golfo, em Angola e no Iraque. 
O ex-RFA Sir Galahad (L 3005) deu baixa do serviço ativo da RFA em 31 de agosto de 2006 e em 4 de dezembro de 2007 foi realizada sua Mostra de Armamento à Armada Brasileira, durante uma cerimônia na Base Naval de Portsmouth, quando assumiu o seu primeiro Comandante, o Capitão de Mar e Guerra Paulo Cesar Mendes Biasoli.
Pela Marinha do Brasil, foi responsável pelo transporte de carros de combate e outros mantimentos até Porto Príncipe em apoio às ações de militares brasileiros na MINUSTAH.
Em junho de 2019 foi anunciado que o navio seria descomissionado no dia 29 de outubro do mesmo ano.
O navio foi lentamente rebocado para fora da Baía de Guanabara para servir de alvo no exercício Missilex/Torpedex 2024, que foi conduzido pela Marinha do Brasil.

## Galeria

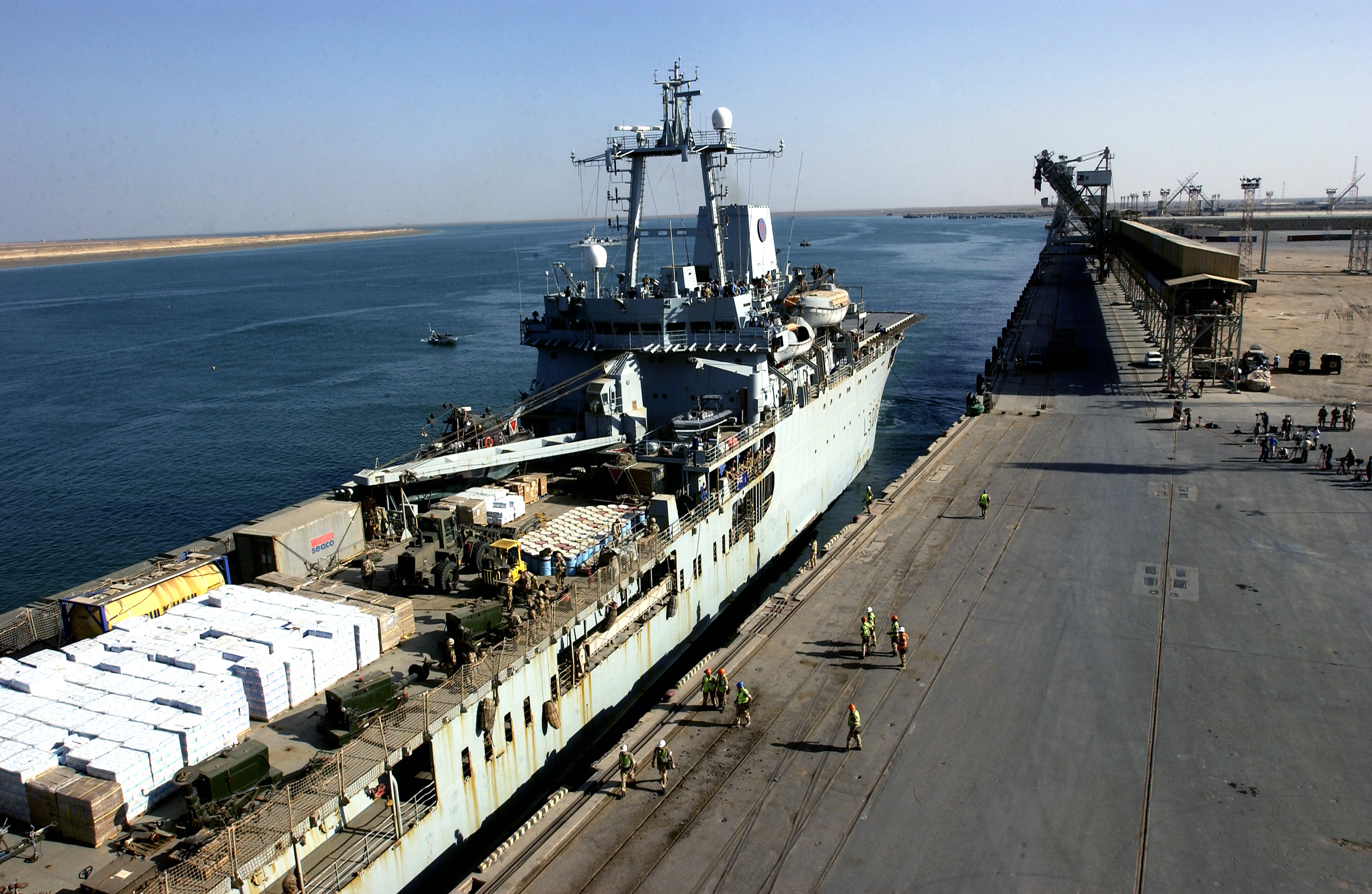
RFA Sir Galahad no porto de Umm Qasr, entregando uma remessa de ajuda humanitária durante a Guerra do Iraque em 2003.
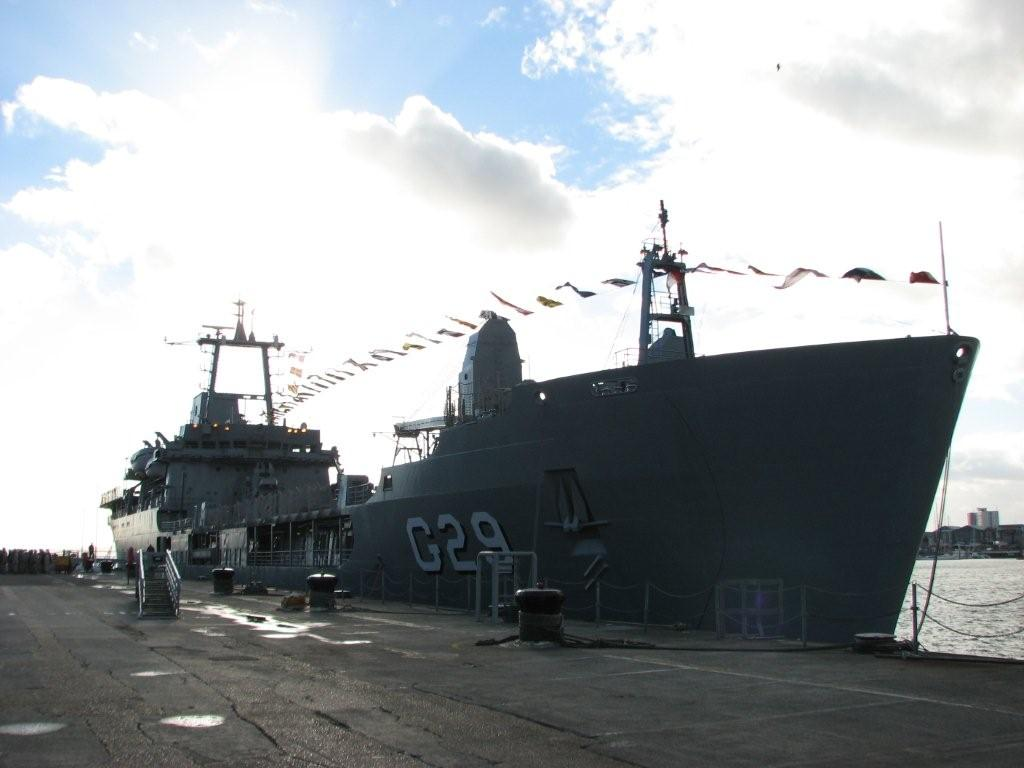
Portsmouth dezembro 2007 fonte:Centro de Comunicação Social da   Marinha
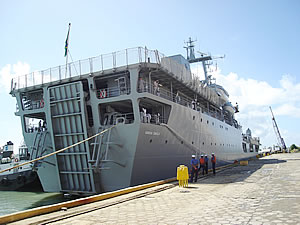
Porto de Maceió abril 2008 fonte:Centro de Comunicação Social da   Marinha
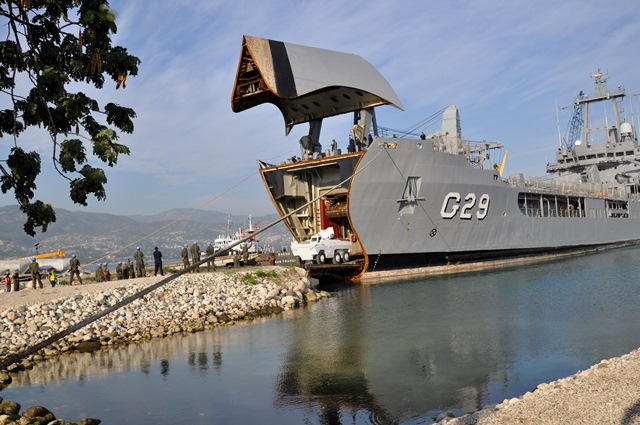
NDCC Garcia D'Ávila desembarcando um carro de combate durante a MINUSTAH em Porto Príncipe, 2013.